# ウィラード・ボイル
ウィラード・ボイル（Willard Sterling Boyle、1924年8月19日 - 2011年5月7日）は、カナダ生まれの物理学者であり、電荷結合素子 (CCD) の共同発明者である。2009年ノーベル物理学賞を1/4共同受賞した。受賞理由は「撮像半導体回路（CCDセンサー）の発明」である。

## 生い立ち
ノバスコシア州アマーストに生まれる。医者の息子であり、3歳のときに父と母のベアトリスとともにケベック州に引っ越した。
14歳まで家で教育を受け、中等教育のためモントリオールのen:Lower Canada Collegeに入学した。その後マギル大学に入学したが1943年に休学し、第二次世界大戦の間、王室カナダ海軍に入隊した。戦争が終わりイギリス海軍に派遣され、スーパーマリン スピットファイアで航空母艦に着艦する技術を学んだ。1947年に学士号、1948年に修士号、1950年に博士号を取得した。

## 経歴
博士号を取得した後、ボイルはカナダの放射能研究所で1年過ごし、カナダ王立軍事大学で2年間物理を教えた。1953年にベル研究所に入り、 1962年ダン・ネルソンとともに、世界初の持続的に動作するルビーレーザーを発明した。注入型半導体レーザーにおける最初の特許となった。1962年にベル研究所付属のBellcommで、宇宙科学と探索的研究部門のリーダーとなり、アポロ計画を支援し、月面着陸の場所を選ぶ手助けをした。1964年にベル研究所に戻り、集積回路の開発を行った。
1969年にボイルはジョージ・E・スミスとともに電荷結合素子 (CCD) の発明をした。
1975年から引退する1979年までベル研究所の研究開発長となった。引退後、ノバスコシア州のWalleceに住み、妻で風景画家のベティーとともに、画廊を立ち上げる支援をした。1947年にベティーと結婚し、4人の子供と、10人の孫、一人のひ孫でサッカーチームを作っている。晩年は妻とともにハリファックスに居住していた。

## 受賞歴
- 1973年 フランクリン協会よりスチュアート・バレンタイン・メダル
- 1974年 IEEEモーリス・N・リーブマン記念賞
- 1999年 C&C賞
- 2006年 チャールズ・スターク・ドレイパー賞
- 2009年 ノーベル物理学賞